# Papaipema araliae
Papaipema araliae is een vlinder uit de familie van de uilen (Noctuidae). De wetenschappelijke naam is gepubliceerd in 1921 door Bird en Jones.